# Габровница (Монтанская область)
Габровница (болг. Габровница) — село в Болгарии. Находится в Монтанской области, входит в общину Монтана. Население составляет 1 150 человек.

## Политическая ситуация
В местном кметстве Габровница, в состав которого входит Габровница, должность кмета (старосты) исполняет Борис Трифонов Цветков (Болгарская социалистическая партия (БСП)) по результатам выборов.
Кмет (мэр) общины Монтана — Златко Софрониев Живков (независимый) по результатам выборов.